# Valter Runeberg (militär)
Valter Runeberg, född 6 februari 1889 i Östersund, död 21 oktober 1959 på Ven, var en svensk militär, målare och grafiker.
Han var gift med Esse Ahlgren. Runeberg blev underlöjtnant vid Norra skånska infanteriregementet 1912 och major 1941. Han var chef för den Svenska brigaden i Finland 1918. Han tjänstgjorde som mobiliseringsofficer vid Skånska flygflottiljen 1940–1948. Vid sidan av sitt arbete var han verksam som konstnär och tillhörde konstnärskolonin på Ven. Hans konst består av landskapsmålningar i olja samt träsnitt. 